# Lampada Davy

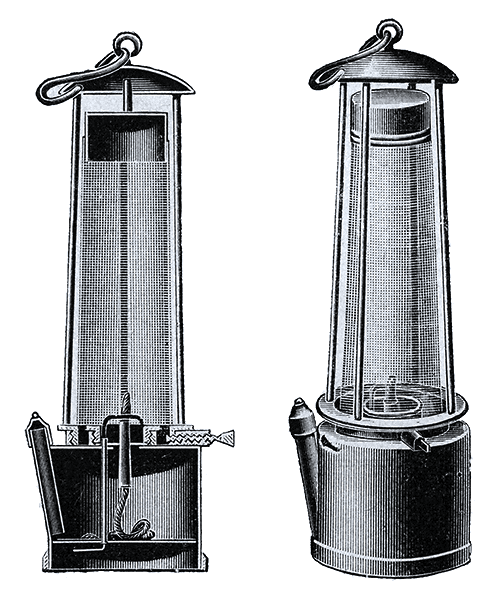
Sezione di lampada Davy in una stampa del 1905

La lampada di sicurezza Davy è una speciale lampada messa a punto attorno al 1815 da sir Humphry Davy, che abbassò enormemente il livello di rischio di esplosione nelle miniere di carbone.
In queste miniere, com'è noto, e in generale nelle gallerie sotterranee, è possibile la presenza di sacche di gas naturale combustibile (il cosiddetto grisù, composto essenzialmente da metano). Le lampade dei minatori, che in origine avevano la fiamma libera, spesso innescavano esplosioni devastanti, e la situazione era aggravata dal fatto che il grisù è inodore, pertanto non era possibile accorgersi in anticipo del pericolo.
La lampada Davy è una normale lampada con fiamma a olio combustibile (che ha subito varie evoluzioni tecniche, negli anni seguenti alla sua prima comparsa), nella quale la fiamma è completamente ingabbiata da una reticella metallica fine, generalmente di rame.
Il comportamento della lampada, in presenza di atmosfera esplosiva, è il seguente: invece di propagare la combustione, la fiamma si spegne all'interno della rete. La spiegazione sta nel fatto che la rete metallica rallenta molto il flusso di gas e la turbolenza nella zona interna; una leggera corrente di aria contenente ossigeno, attraverso le maglie, è sufficiente ad alimentare la fiamma, ma l'ingresso di altri gas, come metano, satura il volume e abbassa la percentuale di comburente (un principio di esplosione è una reazione cineticamente rapida, che consuma l'ossigeno molto velocemente: era già noto come le combustioni veloci non riuscissero ad attraversare le reti metalliche). Per paragone, chi usa zanzariere applicate alle finestre può probabilmente osservare come, durante una giornata estiva priva di vento, l'atmosfera nella casa venga resa particolarmente soffocante.
Nonostante vi siano state controversie tra la lampada di Davy e la lampada Geordie (inventata da George Stephenson nello stesso anno), i due progetti sviluppavano concetti alquanto differenti.
Fra le modifiche subite, è interessante il miglioramento apportato nel 1883 da Karl Wolf, il quale mise a punto una lampada in cui il gas che penetra all'interno della rete non spegne la fiamma, ma brucia nella zona superiore formando un caratteristico cono azzurro, che permette non solo di accorgersi della presenza di grisù ma anche di valutarne la quantità, osservando l'estensione del cono.